# Вушна затичка

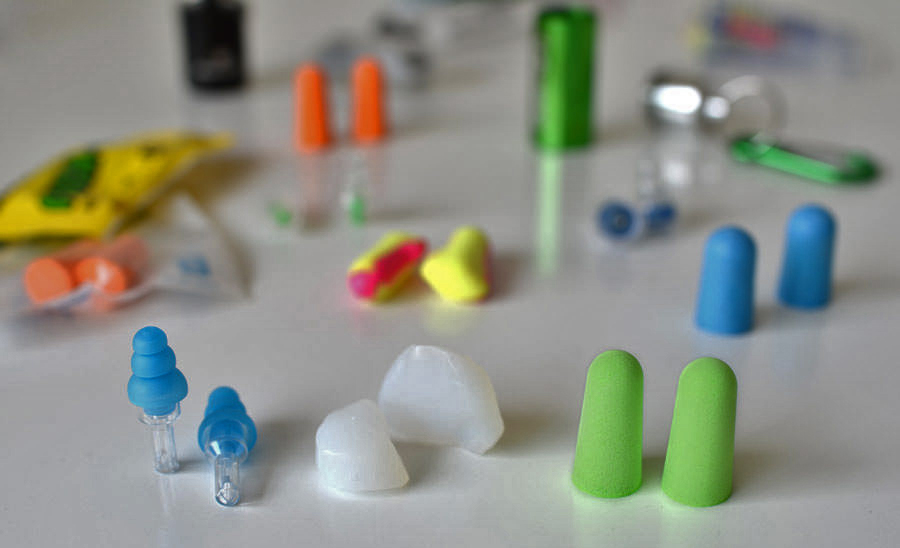
Типи вушних затичок

Вушна́ за́тичка (англ. earplug)— затичка для вуха, парний предмет, який вставляється у вушний канал для захисту вух користувача від шкідливого зовнішнього впливу. Прикладом є захист вух від надмірного шуму або вітру, потрапляння води, сторонніх часток, пилу тощо. Затички запобігають втраті слуху та шуму у вухах, викликаним зовнішніми чинниками.

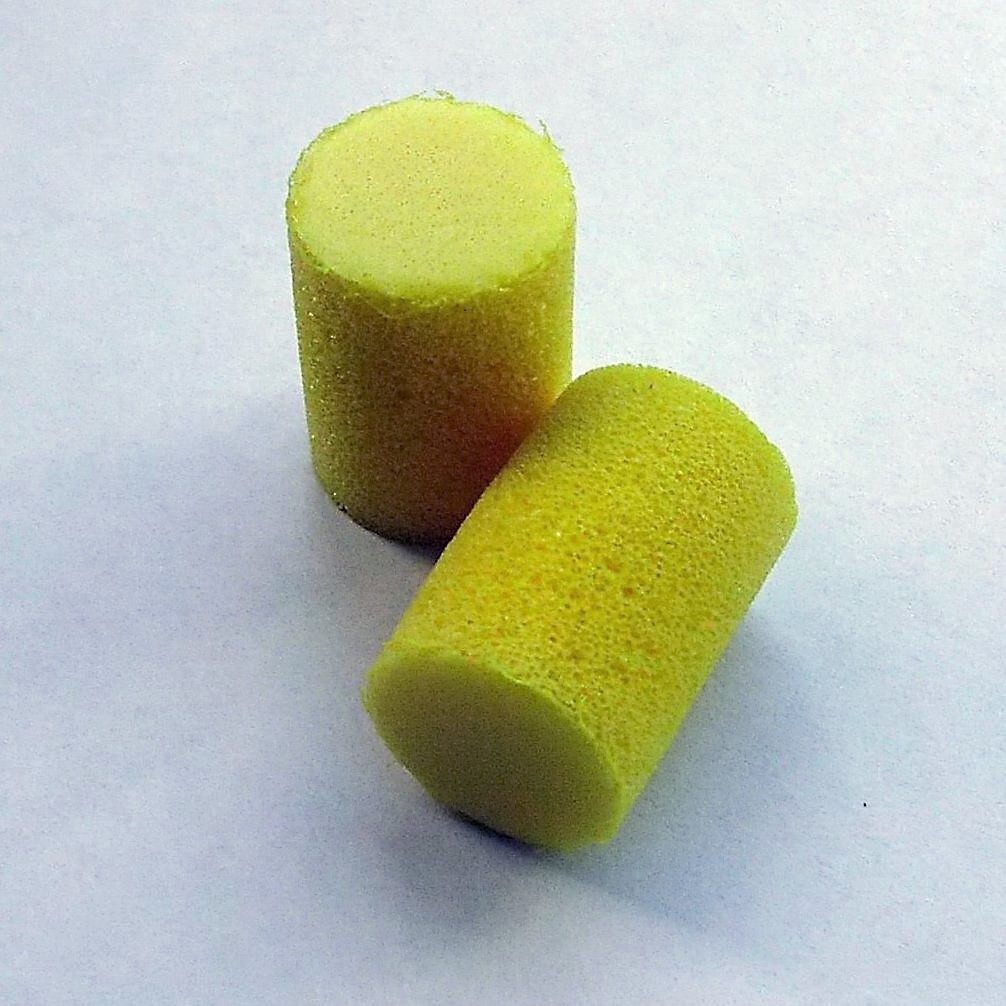
Одноразові вушні затички

Вушна затичка найчастіше виготовляється з губки, піни або гуми певної форми. Залежно від твердості матеріалу, з якого виготовлені вушні затички, вони часом можуть подразнювати вушний канал. Перед вкладанням до вуха затичку треба злегка стиснути пальцями, щоб утворився конус і вона легше і глибше ввійшла в зовнішній слуховий канал. Через природне викривлення зовнішнього слухового ходу для глибшого введення вушної затички можна розтягнути вушний канал, потягнувши вушну раковину вгору іншою рукою. Всередині вуха, затичка відновлює початкову форму і щільно заповнює вушну камеру, ефективно блокуючи надлишковий шум. Побутові затички зменшують рівень шуму приблизно на 28 дБ. Цей рівень приглушення дає можливість зрозуміти розмову нормальної гучності.

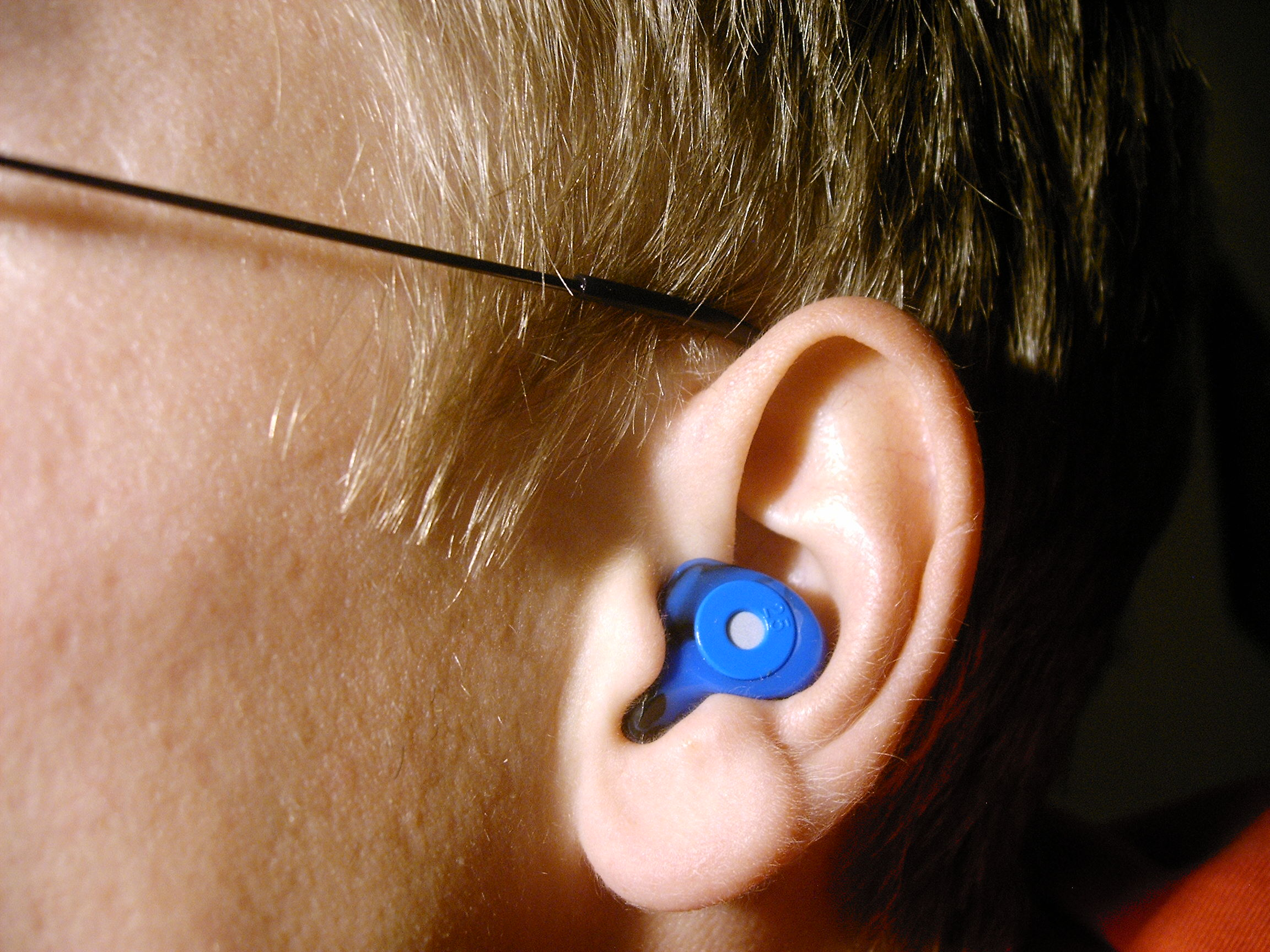
Вушна затичка для музикантів

## Використання вушних затичок
- Найчастіше затички використовують y промисловості, у тих місцях, де працюють з високим рівнем звуку (більше 80 дБ). Наприклад, компресори, дрилі, бензопилки, відбійні молотки та інші, особливо машини, що застосовуються в будівництві. Вушні затички можуть зменшити шум на 20-40 дБ, залежно від якості затички та частотного діапазону шуму.
- Деякі музиканти, які грають, наприклад, рок, на своїх концертах носять вушні затички, щоб не стати глухими. Такі вушні затички мають близьку до лінійної характеристику приглушення шуму (звуки різних частот приглушаются однаково).
- Вушні затички для плавання використовуються щоб запобігти потраплянню нестерильної води у вуха, хоча шапочка для плавання вже дещо прикриває вуха. Вони також трохи зменшують гучність звуків. Вушні затички для дайвінгу мають спеціальні отвори для вирівнювання тиску.
- Їх також можна використовувати, під час піщаної бурі щоб пісок не потрапляв у вуха, коли в повітрі багато пилу, а також вітряно.

Крім вушних затичок, є й інші способи уникнути шуму. Для дуже гучних шумів вушних затичок буває недостатньо, тому для шумів більших ніж 95 дБ, люди повинні використовувати подвійний захист — вушні затички + захисні навушники.